# Miguel Jurado Tejada
Miguel Jurado Tejada (Bujalance, 1951) és un infermer, podòleg i polític català, actualment regidor a l'Ajuntament de Badalona pel Partit Popular.
És diplomat en Infermeria i Podologia, ha cursat un Postgrau en Gestió Empresarial d'Atenció Primària a la Universitat de Barcelona. És especialista en Salut Pública i és treballador del l'Institut Català de la Salut. Va ser militant del Partit dels Socialistes de Catalunya durant la transició, més tard va ser càrrec de confiança amb Convergència i Unió, etapa durant la qual va ser director de l'Àrea d'Urbanisme de l'Ajuntament de Badalona. Lligat al moviment veïnal des de fa molts anys, va ser president de l'Associació de Veïns del barri de Canyet.
Va entrar per primera vegada com a regidor l'any 2007 com a membre independent de la candidatura del Partit Popular. El 2011, quan el PP va assolir el govern de la ciutat va ser nomenat regidor de Seguretat Ciutadana i Participació. Va ser polèmic per la creació de la Unitat Omega de la Guàrdia Urbana, una unitat d'intervenció ràpida que des de l'oposició va ser acusada de ser un cos de repressió per motius polítics. Tot i haver promogut una campanya de seguretat, les queixes en aquest àmbit de molts barris de la ciutat no va disminuir.
El 2015 va ser acusat per un presumpte delicte de violació del domicili de la Hermandad Rociera Andaluza Virgen del Rocío La Esperanza el juliol de 2012, quan hauria irromput acompanyat d'agents de la Guàrdia Urbana servint-se de la força i sense una autorització judicial per entrar. Abans d'aquesta intervenció policial, l'Ajuntament i l'entitat havien tingut una disputa pel local, d'ús privat però finançat amb diners públics, el consistori havia instat a que l'abandonessin, però els membres van adduir que no els havien donat una alternativa on ubicar-se. Es van demanar quatre anys de presó, dotze anys d'inhabilitació per a càrrecs públics i una multa de 30 euros diaris i de 300.000 per danys i perjudicis. En la seva defensa, Jurado va justificar-se que la germandat no havia atès un decret que va formular i el contracte d'arrendament l'obligava a inspeccionar el local tot i no tenir permís d'un jutge. Finalment, va ser absolt dels càrrecs que se li imputaven i els costos processals els va haver d'assumir la part de l'acusació. La germandat va apel·lar a l'Audiència Provincial de Barcelona, però aquesta va ratificar l'absolució adduint que no hi va haver cap voluntat de trepitjar la intimitat ni restringir la seva llibertat, només es pretenia recuperar el local i evitar haver de pagar el seu lloguer, quan el consistori n'havia ofert un altre.
Malgrat la seva imputació, va anar inclòs a les llistes electorals del Partit Popular de Badalona en el número 5 a les eleccions de 2015 i va resultar reelegit.
El 2023 va ser elegit candidat a alcalde de Santa Coloma de Gramenet pel PP, que llavors no tenia representació al consistori, una eleccions que va tenir l'oposició de la junta local dels populars colomencs, que va votar per majoria absoluta la seva dissolució i els seus membres van dimitir. A les eleccions va recuperar la representació popular a l'Ajuntament amb dos regidors.